# Кінопроба (фільм)
«Кінопроба» (яп. オーディション) — японський фільм жахів 1999 року Такаші Мііке, у головних ролях знялися Ріо Ішібаші та Еіхі Шііна. Сюжет базується на однойменному романі японського письменника Рю Муракамі. В Японії фільм було презентовано 3 березня 2000 року.

## Сюжет
Сігехару Аояма — вдівець середніх років, що втратив дружину сім років тому й мешкає в квартирі зі своїм дорослим сином Сігехіко. Син дорікає батькові, що той погано виглядає, тому має одружитися знову. Товариш Сігехару кінопродюсер Йосікава запрошує його на кінопробу, де він зможе обрати собі достойну пару.
Сігехару вдома знайомиться з анкетами акторок, зупиняє свою увагу на Асамі Ямадзакі — 24-х літній дівчині, що змушена була покинути справу свого життя — балет — через травму стегна. Сігехару вражений її життєвою історію. Після кінопроби він телефонує дівчині. Вони вечеряють разом. Сігехару дізнається, що дівчина працює в ресторані своєї знайомої. Також вона стверджує, що працювала з музичним продюсером на радіо.
Асамі мешкає в темній квартирі, цілими днями сидить у кімнаті, в якій є тільки телефон і дивний мішок. Коли Сігехару телефонує Асамі, створіння в мішку починає скажено кататися по підлозі. Після декількох зустрічей Асамі погоджується провести з чоловіком вихідні на березі моря. Єдине, що вона вимагає від Аоями — щоб той кохав усе життя тільки її.
Подальший сюжет передається шляхом хаотичних спогадів головних героїв. Сігехару хотів дізнатися більше про жінку, тому поїхав до кафе, в якому вона працює. Виявилося, що заклад не працює вже рік після того, як власницю жорстоко вбили. Її труп знайшли розчленованим, проте коли поліція зробила змогу скласти частини її тіла, виявили зайві пальці, вухо й язик.
Також Аояма дізнався, що музичний продюсер, із яким працювала його кохана, зник безвісти рік тому. Далі він направився до балетної студії. Там він зустрів чоловіка в інвалідному візку. Він виявився вітчимом Асамі.
Ямадзакі розповіла Сігехару, що в дитинстві її батьки розлучилися й доручили виховання родичу. Його дружина дуже не любила дівчину, тому постійно знущалася з неї. Лікар переконав мати Асамі забрати її додому. Там дівчинка жила з вітчимом. Він змушував дівчинку постійно займатися балетом, а коли вона відмовлялася, катував її. Асамі каже, що єдина причина, чому вона не покінчила життя самогубством — непереборна любов до балету.
Сігехару опиняється у квартирі жінки. Там із мішка виповзає напівголий чоловік, у якого відсутні ступні, більшість пальців на руках і язик. Ним виявляється музичний продюсер, що зник рік тому.
Коли Сігехару намагався дізнатися правду про Асамі, жінка прийшла до нього додому. Сигехіко ту ніч ночував у подруги. Асамі вбила песика Сігехару, паралізувала його. Це вона зробила через ревнощі, тому що побачила на столі в чоловіка фотографію його померлої дружини. Вона катувала Сігехіко, відрізала йому ступню й проколювала тіло голками, пояснюючи це тим, що жоден чоловік не може лишатися вірним жінці, не може кохати тільки її. На кінопробі продюсери прослуховують багато жінок, та більшості відмовляють, а телефонують їм тільки для інтимної близькості. У цей час додому повертається Сігехіко. Він скидає жінку зі східців, вона ламає шию.

## У головних ролях
- Ріо Ішібаші — Сігехару Аояма;
- Еіхі Шііна — Асамі Ямазакі;
- Тетсу Савакі — Сігехіко Аояма — син Сігехару;
- Джан Кунімура — Ясухіза Йошікава — кінопродюсер, товариш Сігехару;
- Ренджі Ішібаші — вітчим Асамі (чоловік в інвалідному візку);

## Кінокритика
На сайті Metacritic оцінка фільму — 69. На сайті Rotten Tomatoes рейтинг кінофільму становить 77% (47 схвальних відгуків і 17 несхвальних).
У 2009 році Квентін Тарантіно назвав, які двадцять фільмів вважає найуспішнішими із 1992 року. У цьому списку фільм «Кінопроба» посідає третє місце.
У телепередачі «Аргумент-кіно» на телеканалі «1+1» було зазначено: Режисер Такаші Мііке «не тільки порушив усі табу у показах сцен насилля, на які все ж таки зважали його попередники… Але він один із перших із числа азійських режисерів увів страх у реалії повсякденного життя». Про сцену катування головного героя: «Такаші Міїке говорить, що цей атракціон пекельних мук потрібний йому, щоб переламати людські основні інстинкти, наприклад, тяжіння до насилля чи сексу. Власне, голки, встромлені у людське тіло, вже давно стали фірмовим знаком режисера».